# Morrinhos (Goiás)
| Morrinhos                    | Morrinhos                                                                                      |
| ---------------------------- | ---------------------------------------------------------------------------------------------- |
| Gemeinde Morrinhos           |                                                                                                |
| Wappen                       | Flagge                                                                                         |
|                              | Flagge von Morrinhos                                                                           |
| Karte                        |                                                                                                |
|                              |                                                                                                |
| Basisdaten                   |                                                                                                |
| Staat:                       | Brasilien (BRA)                                                                                |
| Bundesstaat:                 | Goiás (GO)                                                                                     |
| Mesoregion:                  | Süd-Goiás (1989–2017)                                                                          |
| Mikroregion:                 | Meia Ponte (1989–2017)                                                                         |
| Distanz zu Goiânia:          | 132 km                                                                                         |
| Geografische Lage:           | 17° 44′ S, 49° 6′ W                                                                            |
| Angrenzende Gemeinden:       | Piracanjuba, Caldas Novas, Rio Quente, Água Limpa, Buriti Alegre, Goiatuba, Joviânia, Aloândia |
| Zeitzone:                    | UTC-3                                                                                          |
| Höhe:                        | 771 m ü. NN                                                                                    |
| Fläche:                      | 2846,191 km²                                                                                   |
| Einwohner:                   | 41.457                                                                                         |
| Bevölkerungsdichte:          | 14,6 Einwohner / km²                                                                           |
| Telefonvorwahl:              | +55 64                                                                                         |
| Postleitzahl (CEP):          | 75650-000                                                                                      |
| Adresse der Stadtverwaltung: | Rua Senador Hermenegildo de Morais, 160 Setor Centro                                           |
| Offizielle Website:          | morrinhos.go.gov.br                                                                            |
| Jahrestag:                   |                                                                                                |
| Gemeindegründung:            |                                                                                                |
| Politik                      |                                                                                                |
| Bürgermeister:               |                                                                                                |
| Vize-Bürgermeister:          |                                                                                                |

Morrinhos ist eine brasilianische politische Gemeinde im Bundesstaat Goiás. Sie liegt südsüdwestlich der brasilianischen Hauptstadt Brasília und südlich von Goiânia, der Hauptstadt des Bundesstaates.

## Geographische Lage
Morrinhos grenzt
- im Norden an die Gemeinde Piracanjuba
- im Nordosten an Caldas Novas
- im Osten an Rio Quente
- im Südosten an Água Limpa
- im Süden an Buriti Alegre und Goiatuba
- im Westen an Joviânia und Aloândia